# Лайбщандарт СС Адолф Хитлер в действие
„Лайбщандарт СС Адолф Хитлер в действие“ (на немски: Die Leibstandarte SS-Adolf Hitler im Einsatz) е германски пропаганден филм от времето на Втората световна война.
Филмът е заснет през 1941 г. и отразява бойния поход и войнските успехи на 1-ва СС дивизия Лайбщандарт СС Адолф Хитлер в битките при Ротердам и Дюнкерк, в битката за Франция.
Гласът зад кадър е на Хари Гизе.